# Mendidaphodius ruandanus
Mendidaphodius ruandanus är en skalbaggsart som beskrevs av S. Endrödi 1955. Mendidaphodius ruandanus ingår i släktet Mendidaphodius och familjen Aphodiidae. Inga underarter finns listade i Catalogue of Life.